# Fehlprägung (Numismatik)
In der Numismatik bezeichnet Fehlprägung eine durch den Prägevorgang ungewollt entstandene, fehlerhafte Münze in der Münzprägung. Von der Fehlprägung im engeren Sinn zu unterscheiden sind auf anderen Ursachen beruhende Fehler bei Münzen, wie das Zainende oder andere Schrötlingsfehler, die schon vor der eigentlichen Prägung vorlagen oder den durch die Prägung eingetretenen Fehler wesentlich begünstigt haben. Zu unterscheiden sind somit: Schrötlingsfehler, Stempelfehler und Prägefehler.

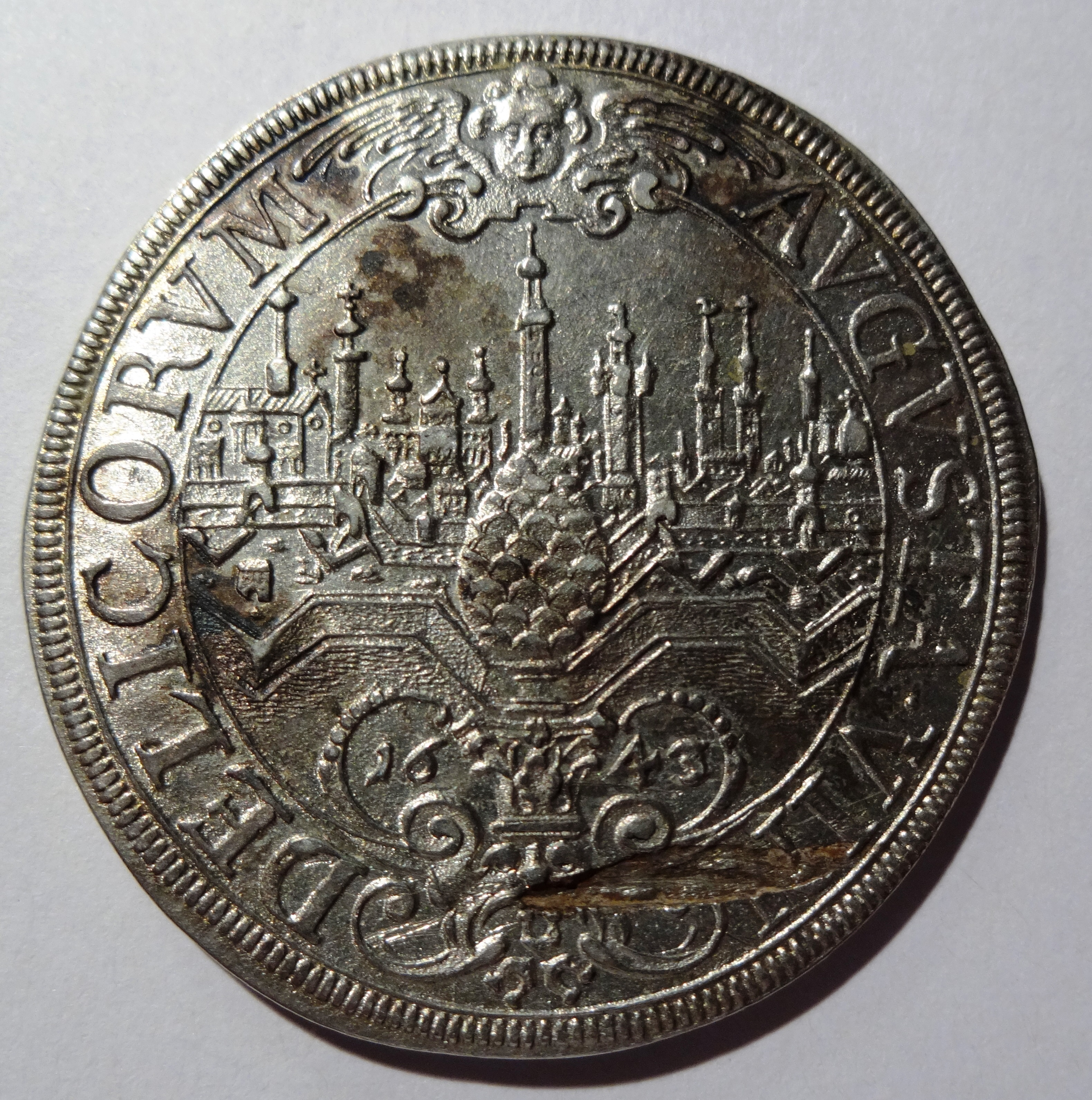
Augsburger Taler, Jahr 1643. Der Schrötlingsfehler unten rechts ist keine Fehlprägung

## Schrötlingsfehler
Ein Schrötlingsfehler entsteht zum Beispiel durch ein Zainende, so dass später bei der Prägung der Schrötling zu klein ist oder durch eine defekte Oberfläche, so dass bei der nachfolgenden Prägung nicht die gesamte Oberfläche durch die Prägung gestaltet wird. Ein weiterer Schrötlingsfehler, der bei antiken Münzen gelegentlich vor dem Prägen entstanden ist, war der Randausbruch durch fehlerhaftes Abschlagen des Gusskanals für den Schrötling.

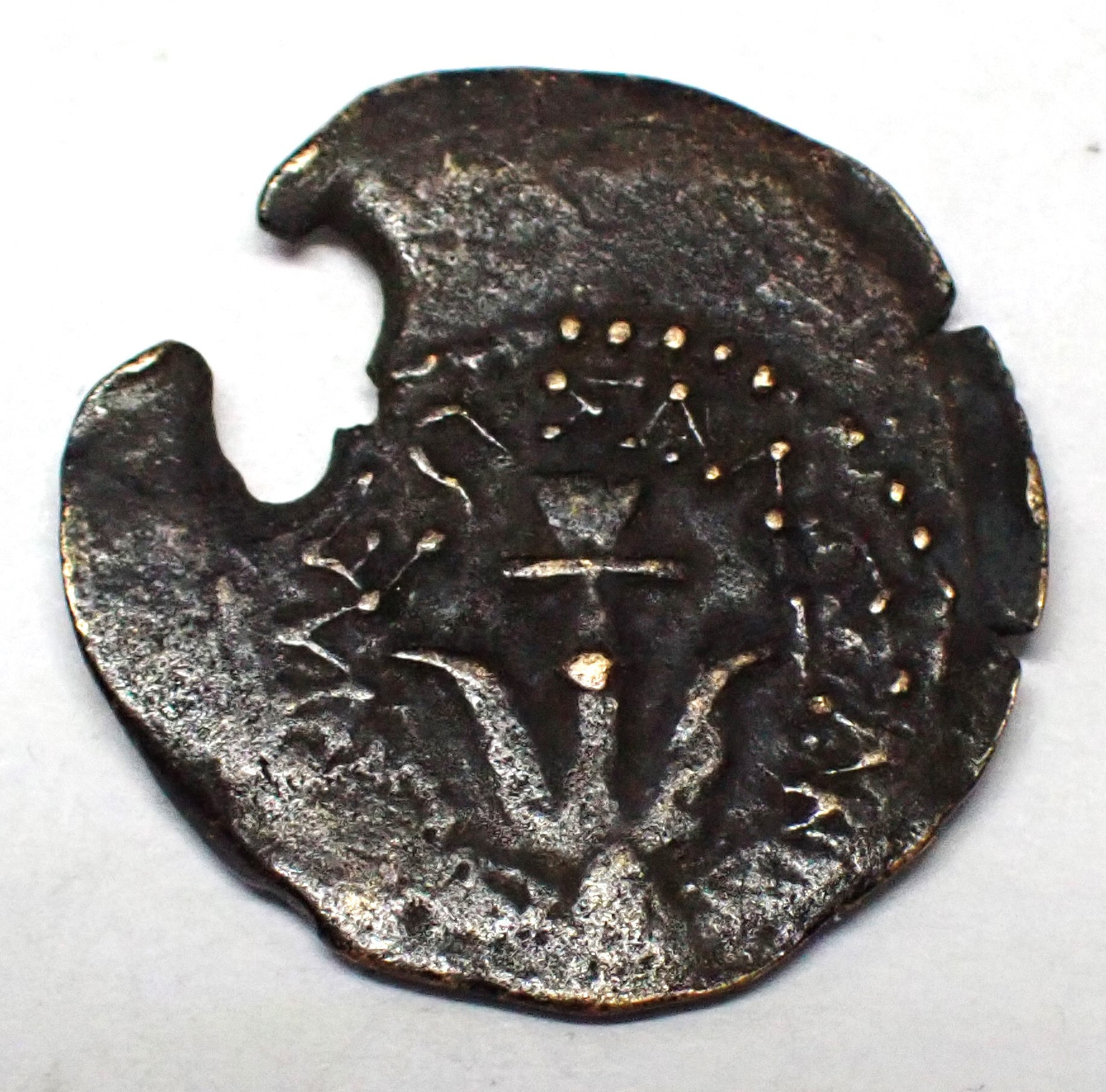
Randausbruch bei judäischer Bronzemünze

## Stempelfehler

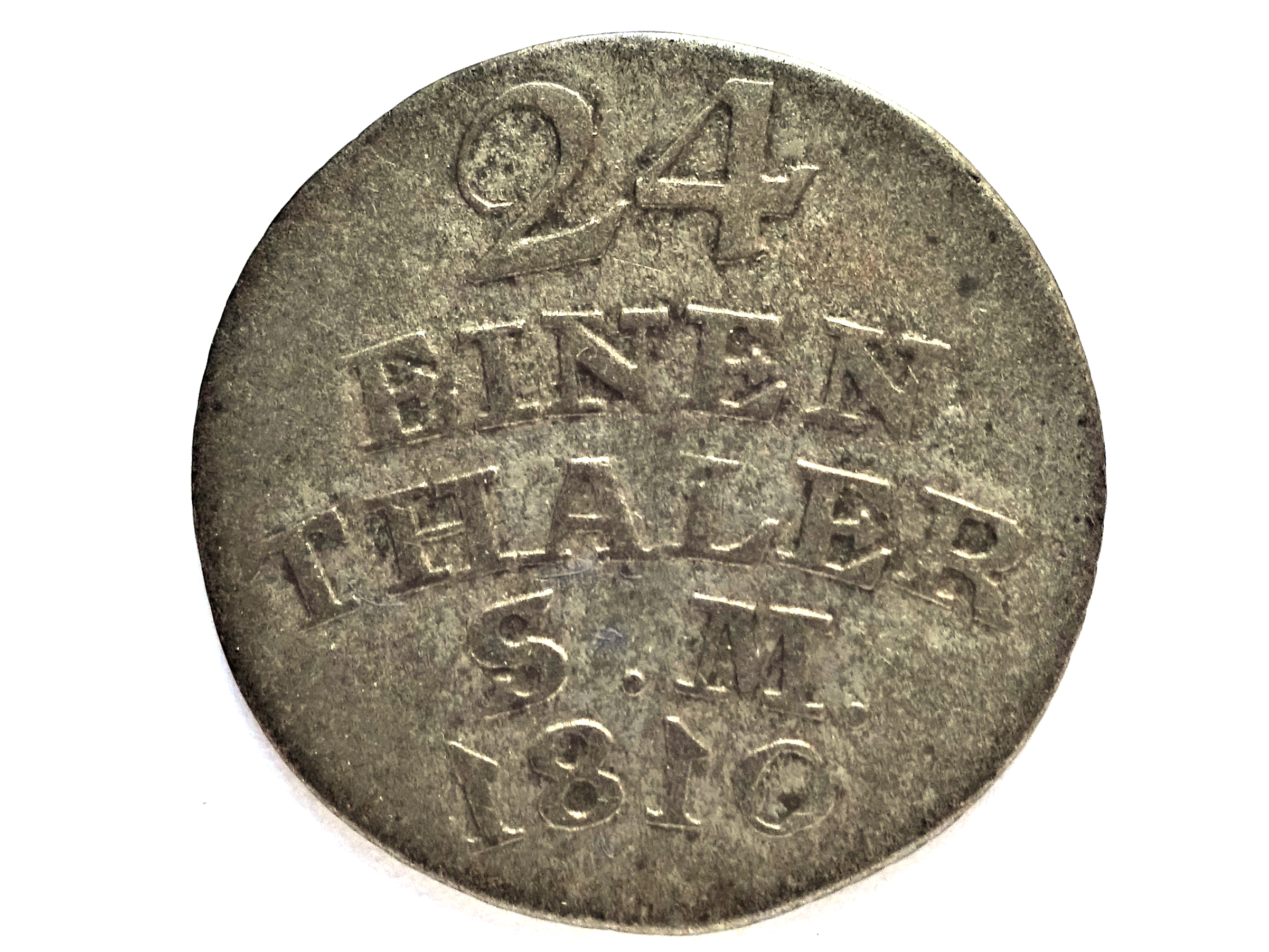
Groschen 1810 aus Sachsen-Weimar-Eisenach mit spiegelverkehrten Einsen

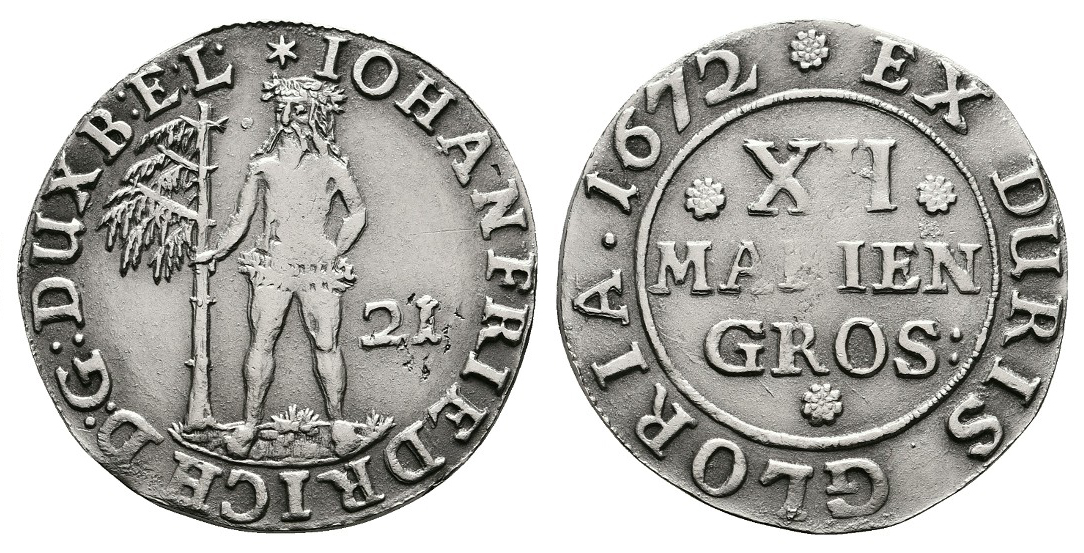
12 Mariengroschen 1672 Johann Friedrich von Braunschweig-Calenberg mit Zifferndreher der Wertzahl 12 auf der Vorderseite (befeilt)

Bereits vor dem Prägevorgang kann ein Stempelfehler eine Fehlprägung verursachen. Bis in das 19. Jahrhundert hinein unterliefen den Stempelschneidern Buchstabendreher oder spiegelverkehrte Gravuren von Buchstaben und Ziffern. Ein Beispiel dafür sind Fehlprägungen von 1/24-Talermünzen (Groschen) aus dem Großherzogtum Sachsen-Weimar-Eisenach, bei denen die Einsen der Jahreszahl 1810 spiegelverkehrt erscheinen.
Ein bekannter Stempelfehler ist ein 50-Pfennig-Stück von 1950, das in Karlsruhe seinerzeit versehentlich noch mit der Umschrift „Bank deutscher Länder“ geprägt wurde und in kleiner Stückzahl in den Umlauf kam. Es handelt sich hier um eine Fehlprägung, da für die Wertseite ein falscher Stempel Verwendung fand. Ordnungsgemäß wurden mit der Jahrzahl 1950 für mehr als 300 Millionen 50-Pfennigstücke Stempel mit der Umschrift „Bundesrepublik Deutschland“ benutzt. Etwa 30000 Münzen wurden 1950 noch in der Münzstätte Karlsruhe (Münzzeichen „G“) mit der nun falschen Umschrift „Bank deutscher Länder“ geprägt.

## Prägefehler
Ein direkt durch den Prägevorgang entstandener Prägefehler der Münze ist der Schrötlingsriss. Auch nachträglich können Fehler bei einer zuvor tadellosen Münze eintreten, wie zum Beispiel der Randausbruch, insbesondere bei nicht durch Ringprägung hergestellten Münzen. Diese nachträglich eingetretenen Fehler sind ebenfalls von der Fehlprägung abzugrenzen. Der nachträgliche Randausbruch oder sogar das Auseinanderbrechen der Münzen wird allerdings durch eine bestimmte Form der Fehlprägung begünstigt: Ein Schrötlingsriss entsteht bei einem im Verhältnis zur Dicke und Material des Schrötlings zu hohen Prägedruck. Antike Münzen zeigen häufig Schrötlingsrisse. Sie sind so häufig, dass sie anders als moderne Fehlprägungen nicht als wertsteigernd, sondern eher als wertmindernd betrachtet werden und zwar umso stärker, je mehr sie das Gesamtbild der Münze beeinträchtigen.

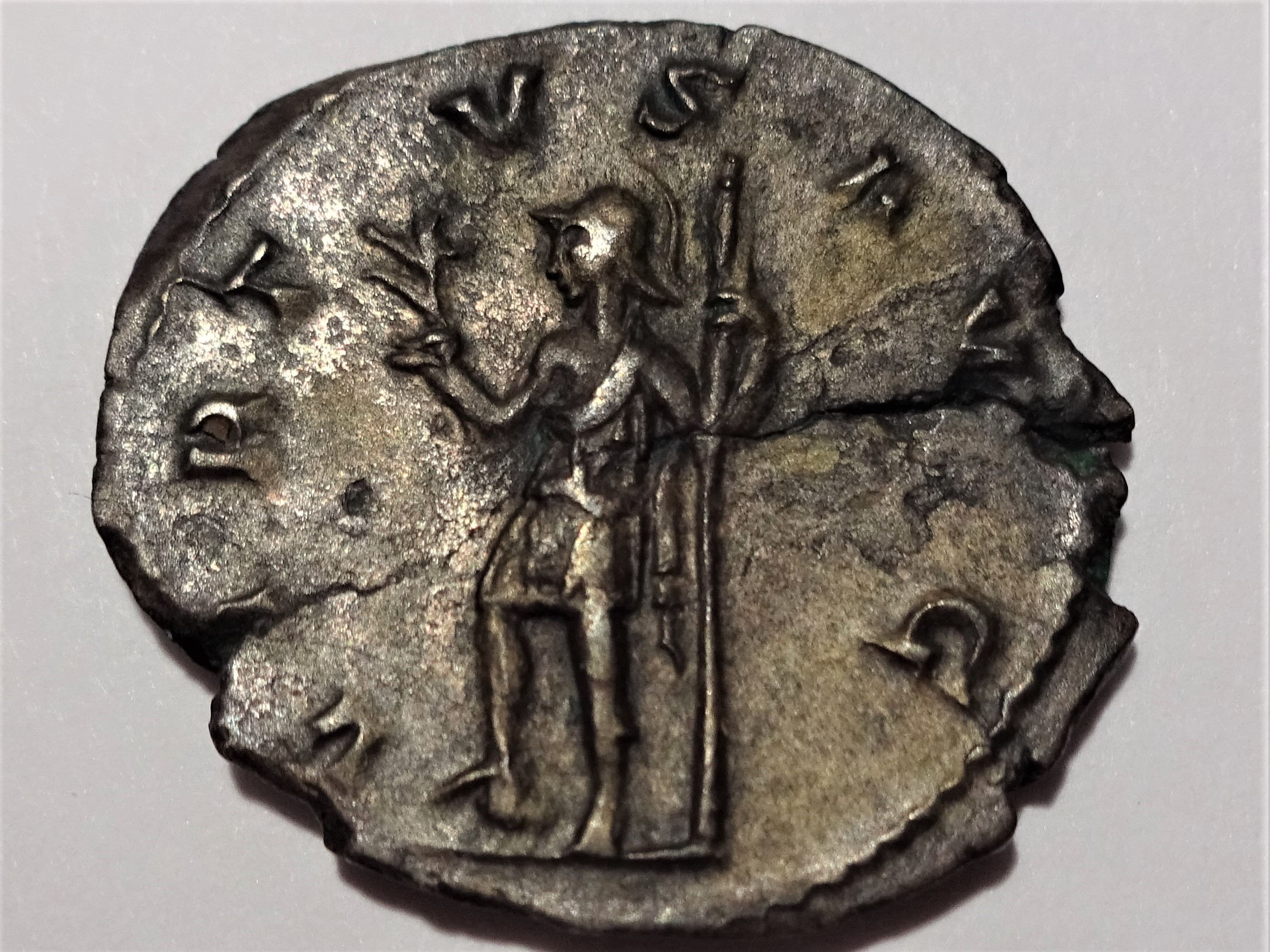
Antoninian des Aemilianus mit Schrötlingsriss von 3 bis 8 Uhr, 253 n. Chr.

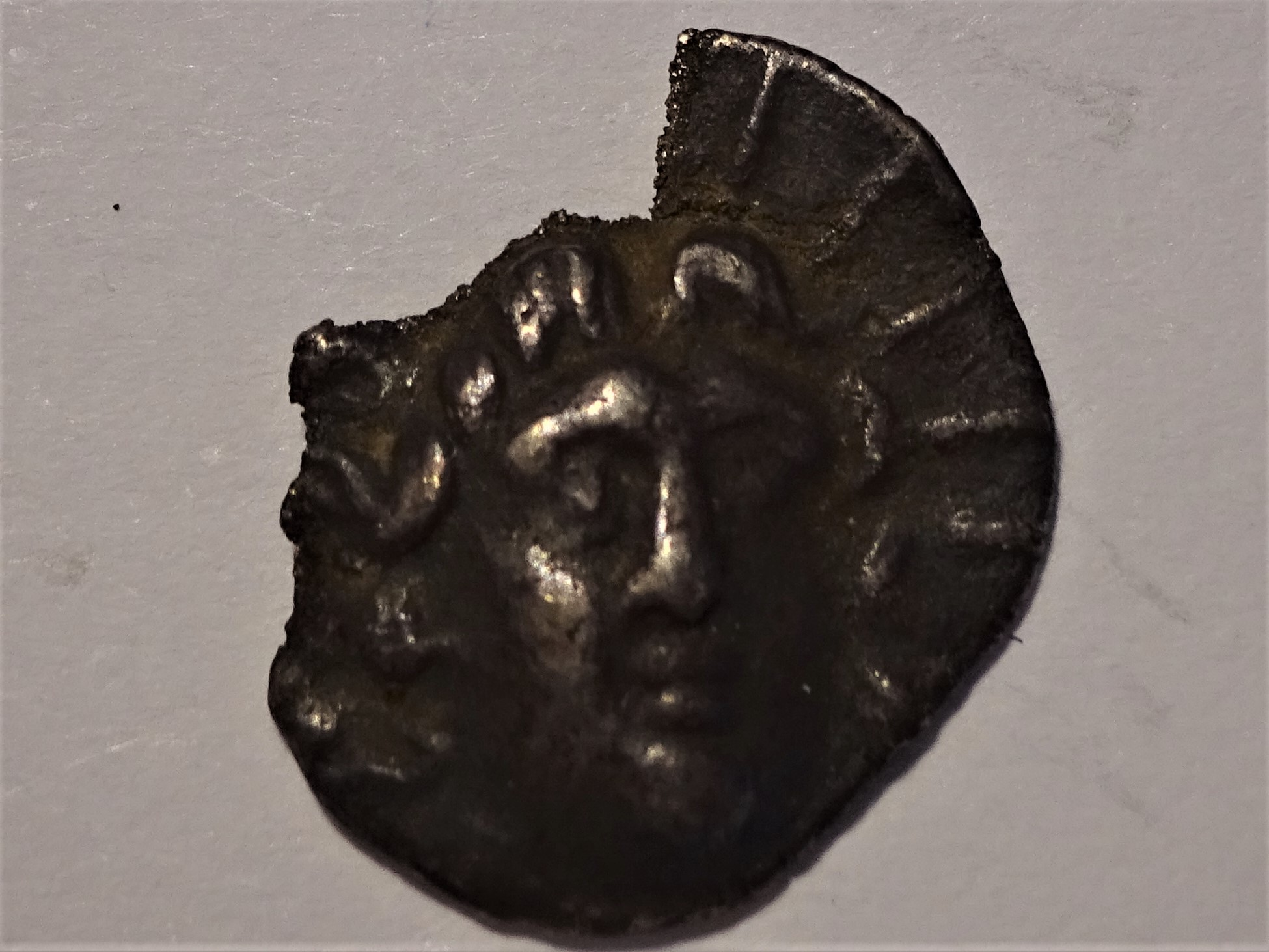
Rhodische Drachme mit starkem Randausbruch, ca. 2. Jahrhundert v. Chr.

Kleinere Fehlprägungen gab es bei der frühen handwerklichen Münzprägung häufig. So konnte durch den versehentlich vorgenommenen sogenannten Doppelschlag die Prägung zweimal unterschiedlich stark und leicht versetzt erfolgen. Häufig wurde der obere Stempel vor dem Schlag auch nicht korrekt aufgesetzt, was zu dezentrierten Prägungen führte. Diese Münzen sind auf der Schlagseite in einem Bereich ungestaltet und auf dem gegenüberliegenden Bereich, wo der obere Stempel über den Schrötling hinausragte, konnten Teile der Stempelgestaltung nicht auf den Schrötling übertragen werden.

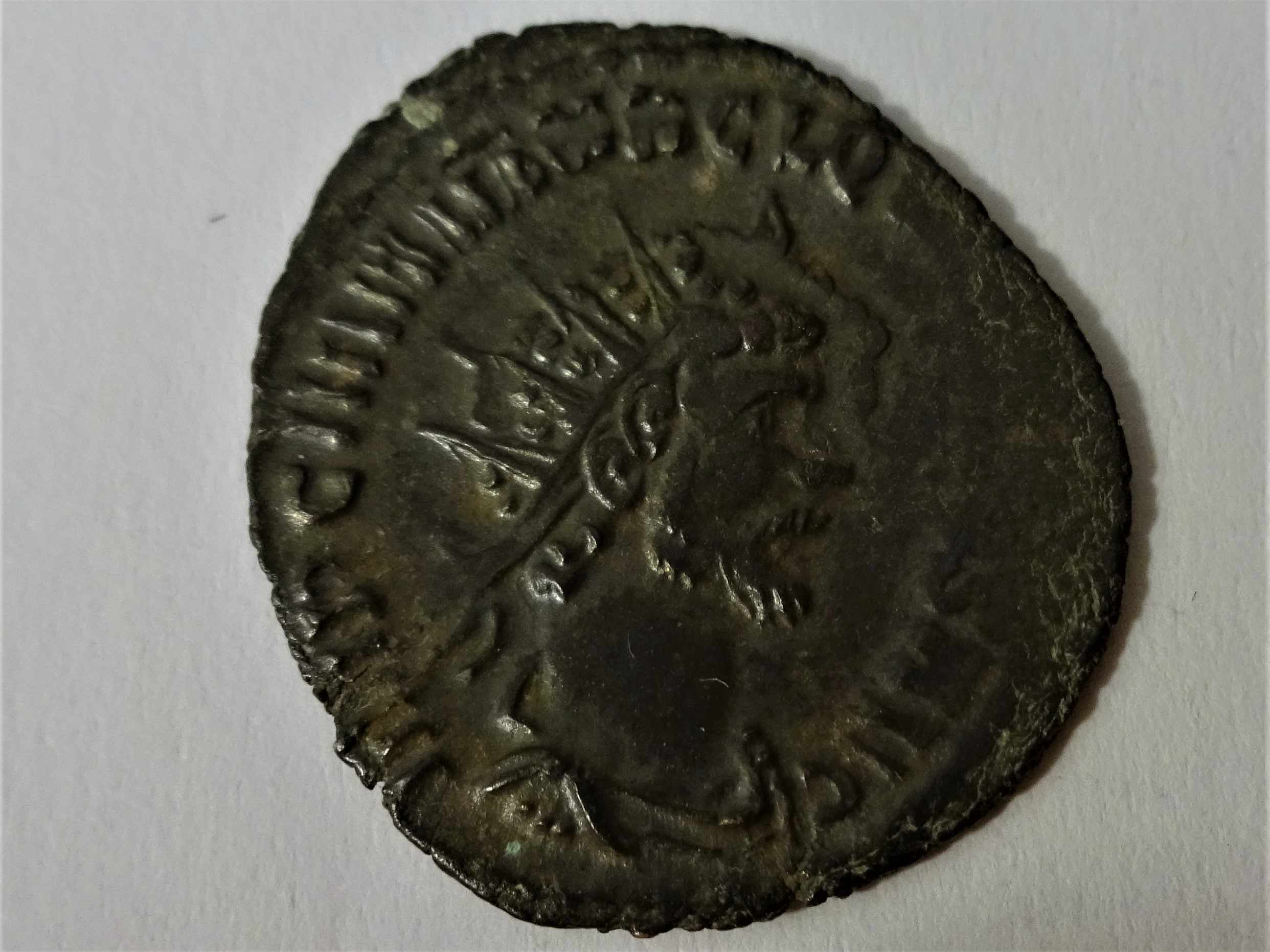
Münze des römischen Kaisers Quintillus mit Doppelschlag, Kampmann 105.13

## Moderne Fehlprägungen
Einige moderne Fehlprägungen, die versehentlich die Qualitätskontrolle passiert hatten und in Umlauf geraten waren, wurden zu begehrten Sammlerstücken. Fehlprägungen können auf vielfältige Weise entstehen: So kann z. B. eine Münze bei der Prägung im Prägering hängen bleiben und wird dann ein zweites Mal verdreht oder versetzt beprägt. Es kommt auch vor, dass Münzen auf falschen Ronden geprägt werden, wie z. B. eine 1-Euro-Münze auf den Rohling einer 50-Cent-Münze. Auch durch verschmutzte Prägestempel können Fehler im Prägebild entstehen. Liegt ein Stempelbruch im Prägestock vor, so ist das auf der Münze als erhabene Linie gut erkennbar (siehe Cromwelltaler). 
Auch Doppelschläge kommen aber bei der modernen maschinellen Münzprägung vor, oftmals in einer Kombination mit einer Dezentrierung.

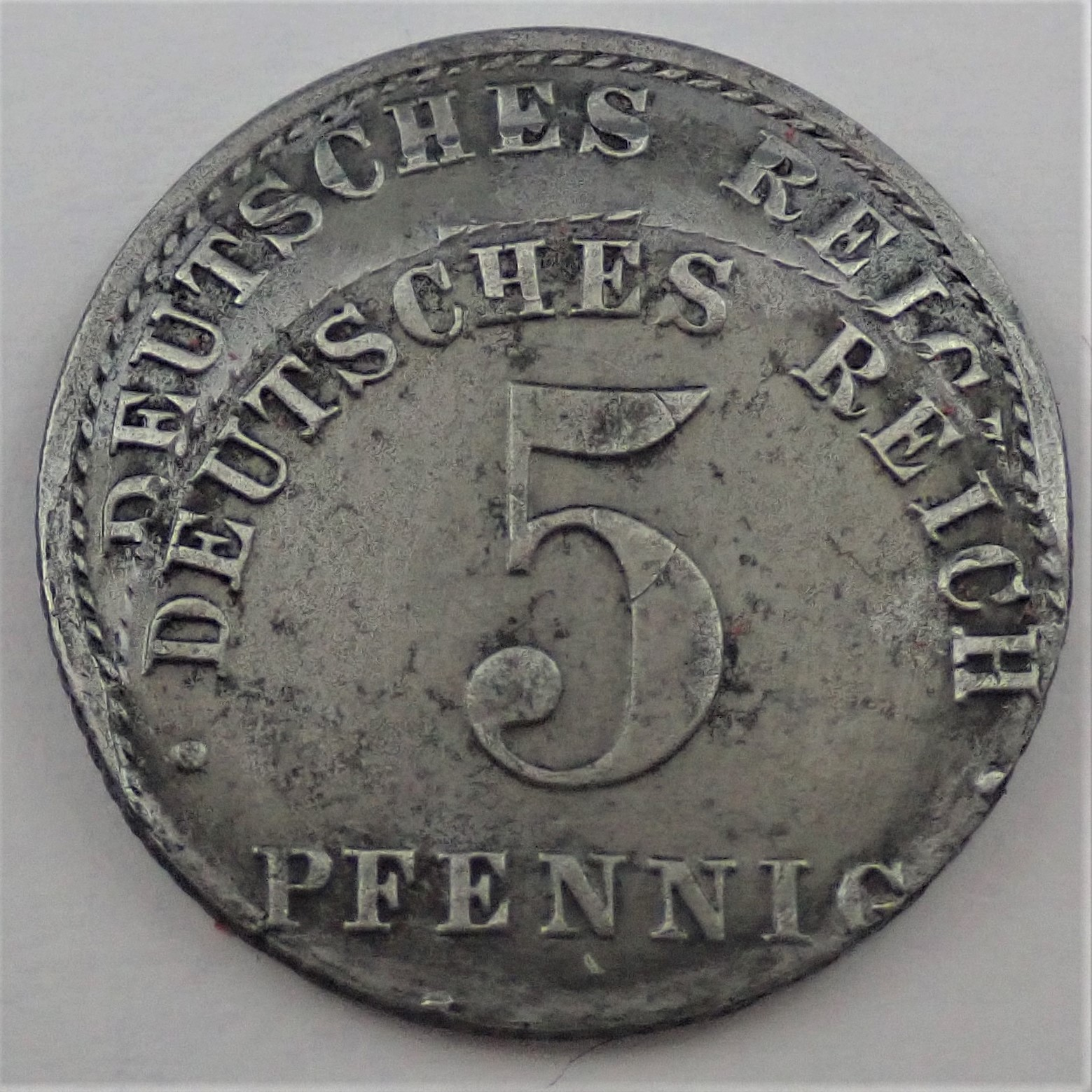
Doppelschlag auf 5 Pfennig aus Eisen, Deutsches Reich

Sekundäre Fehlprägungen können bei Überprägungen von Münzen und der Aufbringung von Gegenstempeln geschehen. Überprägungen zeigen häufiger ungleichmäßige Konturen, weil die Ursprungsmünze durch ihre vorherige Prägung nicht plan ist. Gegenstempel führen durch die Kraftkonzentration auf nur einen kleinen Bereich der Münze häufig zu Schrötlingsrissen.

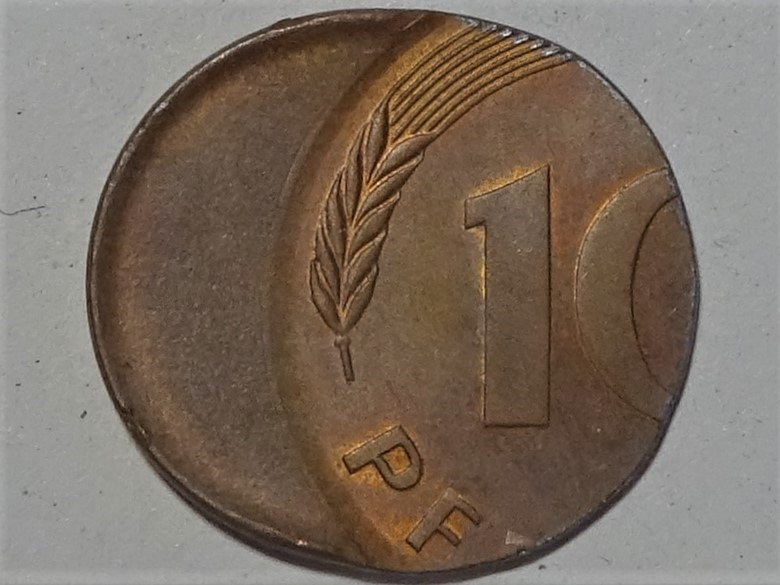
Dezentrierter 10-Pfennig-Stempel auf 2-Pfennig-Rohling

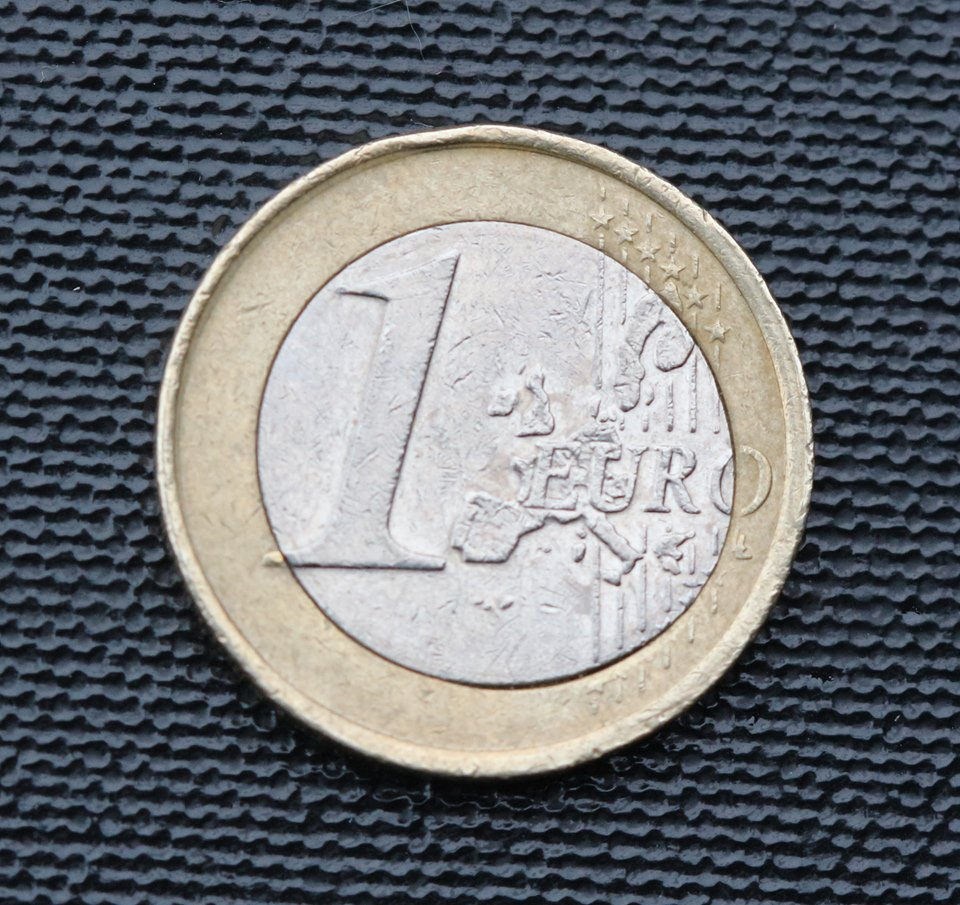
Fehlprägung einer Ein-Euro-Münze. Die Pille ist in diesem Fall nach rechts unten verzogen. Diese Form der Fehlprägung wird in Sammlerkreisen umgangssprachlich als „Spiegelei“ bezeichnet.

Vergleichsweise häufig sind „Stempeldrehungen“ anzutreffen. Hierbei handelt es sich um Münzen, deren Rückseite nicht korrekt zur Vorderseite ausgerichtet ist, beispielsweise ein 50-Cent-Stück, bei dem das Brandenburger Tor auf der Seite „liegt“ oder auf dem Kopf steht, wenn man die Münze um die vertikale Achse dreht. Davon zu unterscheiden ist die gegengerichtete Prägung, bei der die Rückseite bei Vertikaldrehung absichtlich auf dem Kopf steht, wie es früher in vielen Ländern (z. B. Frankreich) der Fall war. Im Allgemeinen kamen Stempeldrehungen früher aufgrund des niedrigeren technischen Niveaus im Prägeprozess häufiger vor als bei neuen Münzen. Meist ist das Bild nur um wenige Grad verdreht, sodass die Stempeldrehung nicht auf den ersten Blick auffällt. Je stärker die Drehung ausfällt, umso höher sind die Liebhaberpreise, die solche Fehlprägungen erzielen. Ein Sonderfall sind belgische Euromünzen, wo Stempeldrehungen derart gehäuft auftreten, dass die Preise für diese Fehlprägungen meist kaum über dem entsprechenden Nominal liegen.